# 施泰滕 (莱茵兰-普法尔茨州)
施泰滕（德語：Stetten，發音：[ˈʃtɛtn̩] ⓘ）是德国莱茵兰-普法尔茨州的市镇，属于唐纳山县。该市镇总面积为6.54平方千米，截至2023年12月31日总人口为661人。